# Южное Убанги
Южное Убанги (фр. Sud-Ubangi) — провинция Демократической Республики Конго, расположенная на севере страны. Административный центр — город Гемена.

## География
До конституционной реформы 2005 года провинция Южное Убанги была частью бывшей Экваториальной провинции. По территории провинции протекает река Убанги.
Население провинции — 2 744 345 человек (2005).

## Административное деление

### Города
- Зонго

### Территории
- Буджала
- Гемена
- Кунгу
- Либенге[англ.]